# De Olle Kerk
De Olle Kerk (oude kerk) is een kerkgebouw uit de dertiende eeuw aan het Hoendiep (210) en de Kerkstraat in Hoogkerk in de Nederlandse provincie Groningen. Oorspronkelijk had de kerk een toren, maar deze is in 1514 verloren gegaan in de strijd tussen de stad Groningen en Saksen.

## Kerkgebouw
De middeleeuwse kerk was gewijd aan Maria en Sint-Ulrich. De wijding aan Ulrich wordt afgeleid van de vernoeming van een luidklok uit 1451.
De kerk is in de jaren zestig van de twintigste eeuw ingrijpend gerestaureerd onder leiding van de architect P.L. de Vrieze (1917-1987), waarbij het gebouw aan de westzijde werd uitgebreid en van een nieuwe gevel voorzien. Ook werd daarbij de dakruiter hersteld.
Sinds 2014 valt De Olle Kerk (tot dan toe een hervormde kerk) samen met het gebouw Elim (tot dan toe gereformeerd) onder de Protestantse Gemeente te Hoogkerk.

## Orgels
Hoogkerk heeft verschillende kerkorgels gehad, waaraan veelal geen lang leven beschoren was. Oorspronkelijk stond er een huisorgel. In 1851 werd een orgel van Geert Pieters Dik geplaatst, dat in 1872 vervangen werd door een orgel van Roelf Meijer uit een kerk in Veendam (het oude orgel is vermoedelijk gesloopt). Dat orgel werd in 1923 verkocht aan de gereformeerde kerk in Zoeterwoude (daar met de kerk gesloopt in 1956) om plaats te maken voor een orgel van Wilhelm F. Stegerhoff uit Paderborn via orgelbouwer Jan Tromp uit Winsum. Dit orgel werd bij de aanvang van de restauratie in 1963 gesloopt. In 1967 werd in plaats hiervan een nieuw elektronisch orgel van de firma Heyligers geplaatst nadat een demoversie van dit orgel in de Refajahkerk goed bevallen was. Dit bleek echter geen gelukkige keuze: het orgel was al in 1980 aan vervanging toe. In 1985 werd daarom een nieuw orgel aangekocht van de Kerk van Pietersbierum. Dit pijporgel was in 1848 vervaardigd door de orgelbouwers Van Dam en werd in 1867 door deze firma uitgebreid. Het werd in 1988 geplaatst in de kerk van Hoogkerk. 

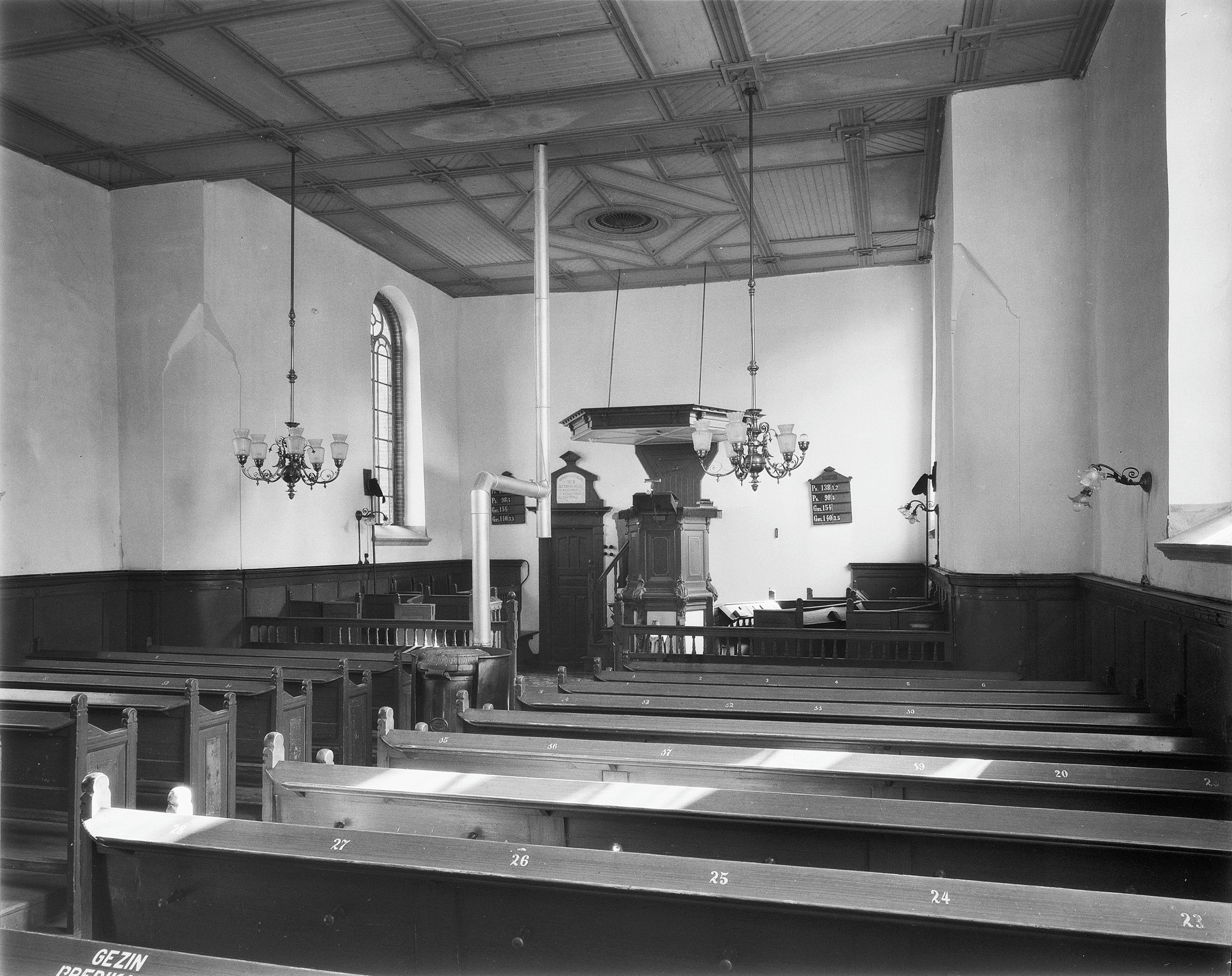
Interieur naar het oosten (1960)
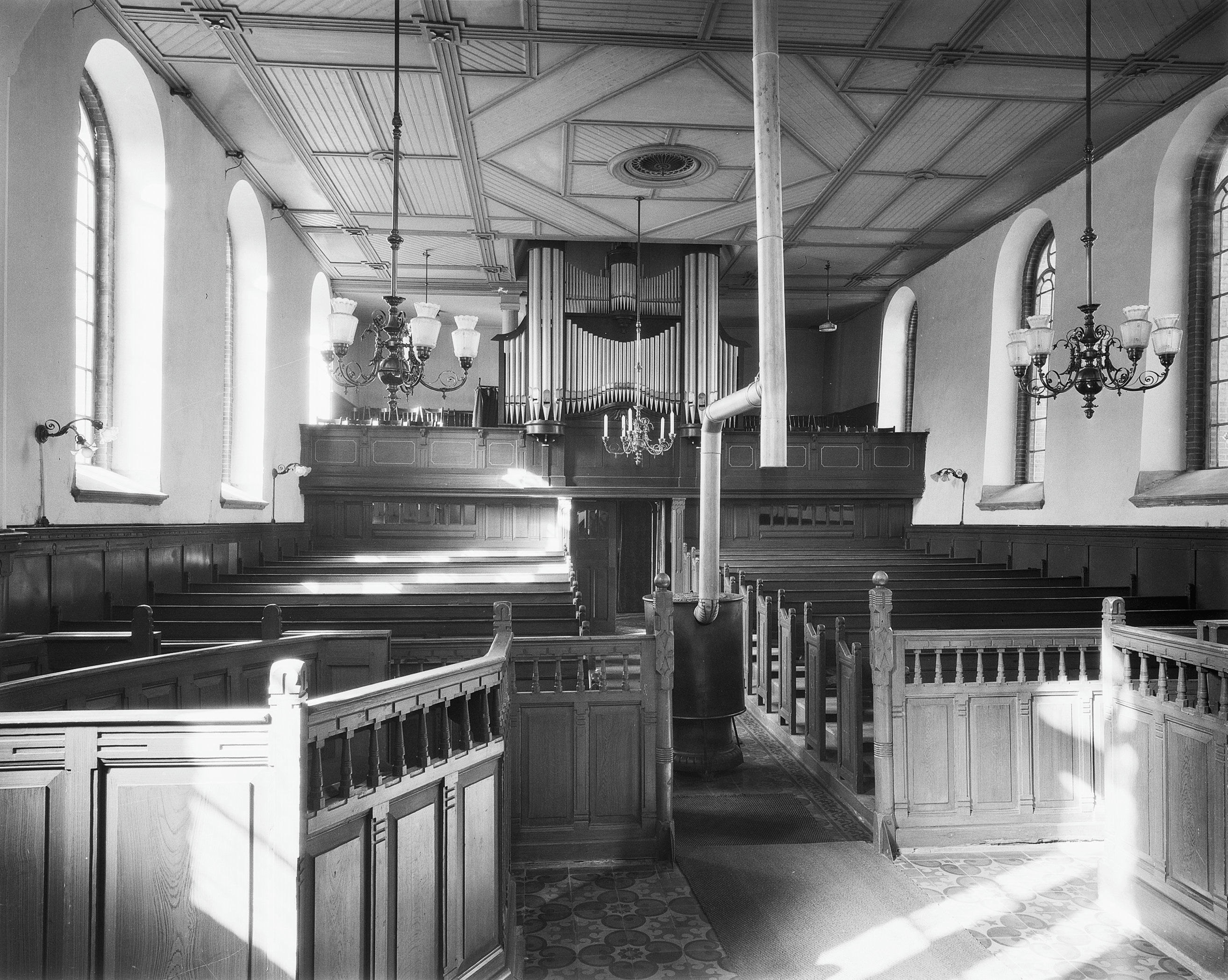
Interieur naar het westen in 1960 met op de achtergrond het Stegerhofforgel van Jan Tromp uit 1923.
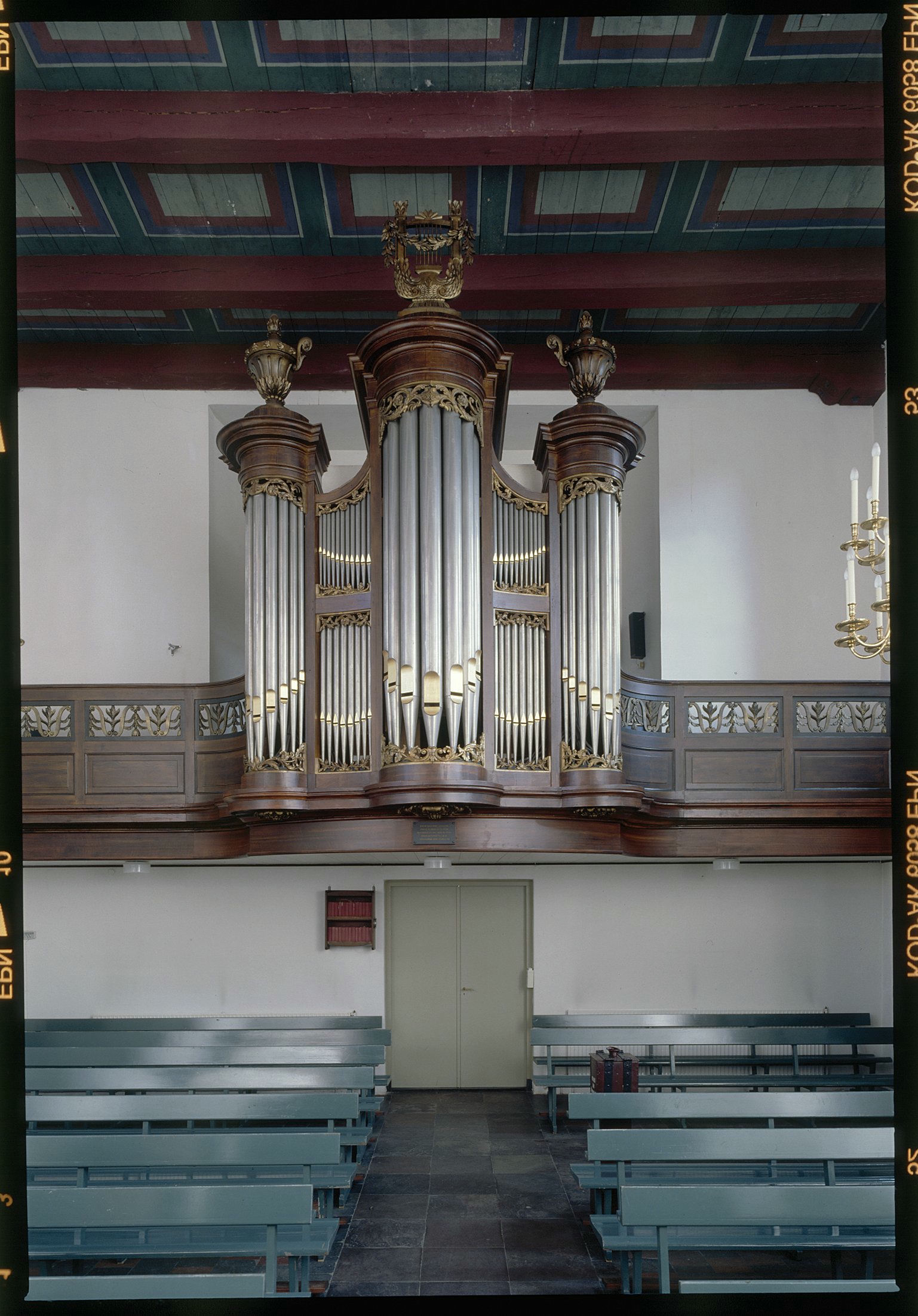
Van Damrgel uit 1848 uit Pietersburum dat in 1988 geplaatst werd. (2000)
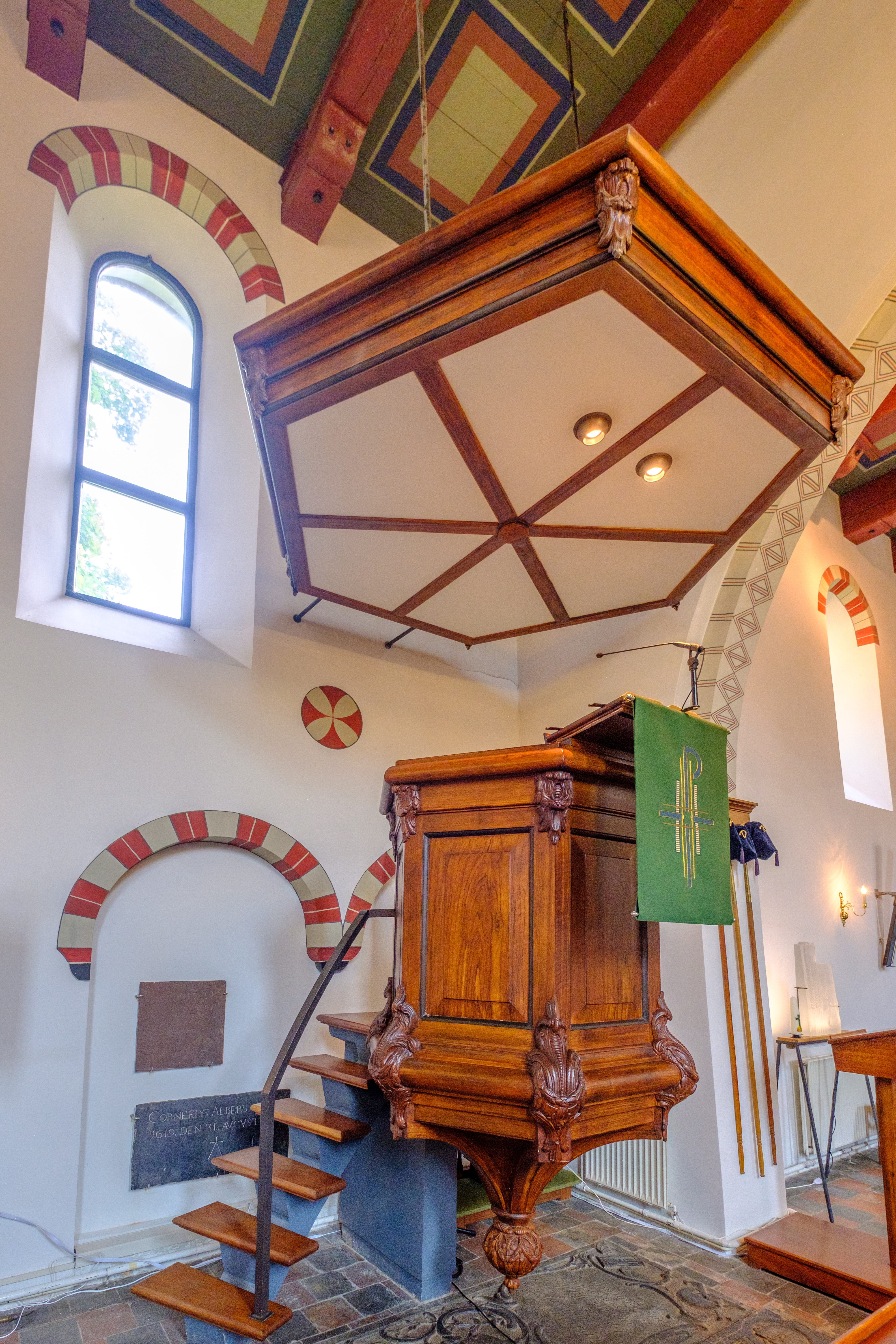
18e-eeuwse kansel (2012)
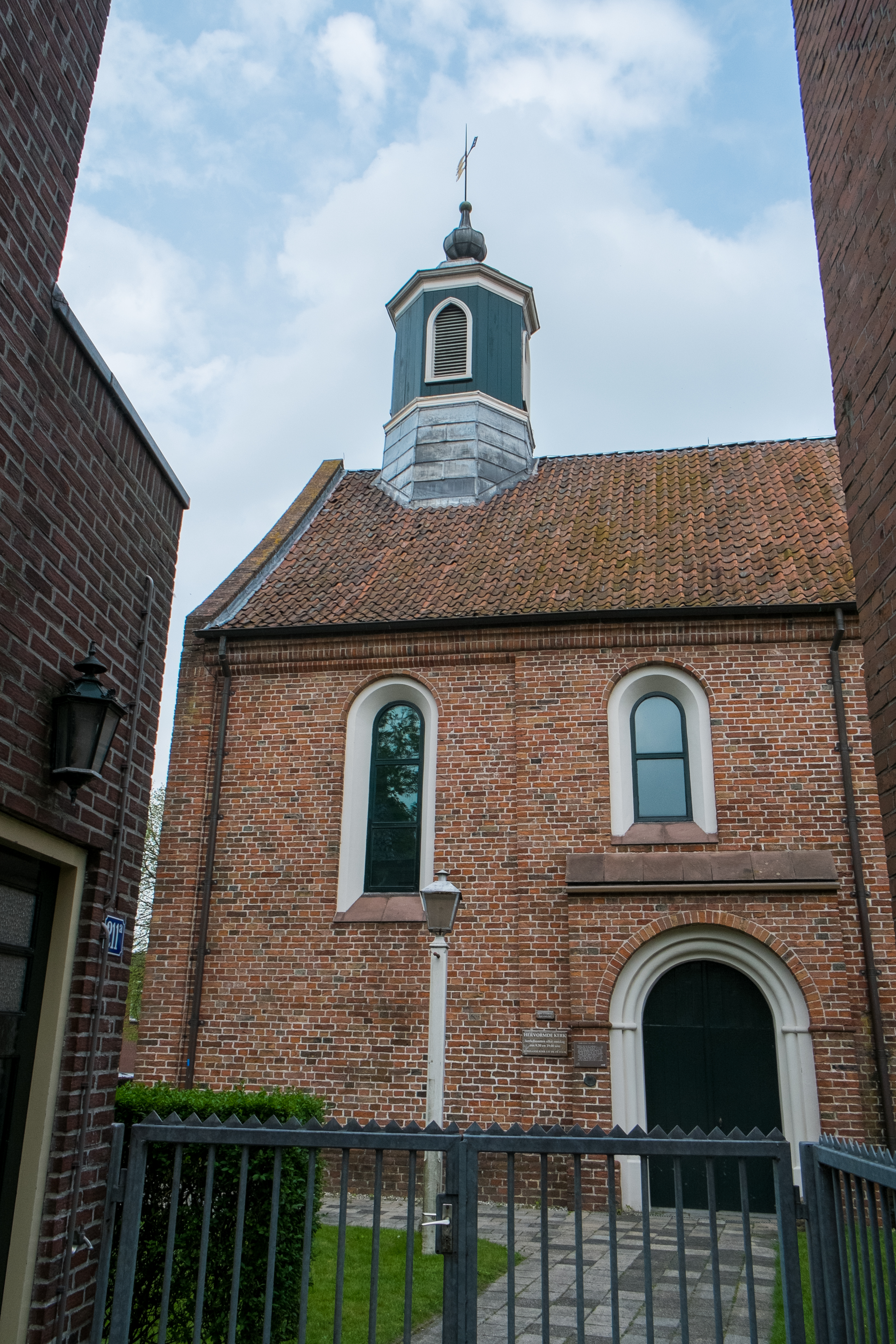
Doorkijkje naar de kerk vanuit het zuiden (2014)
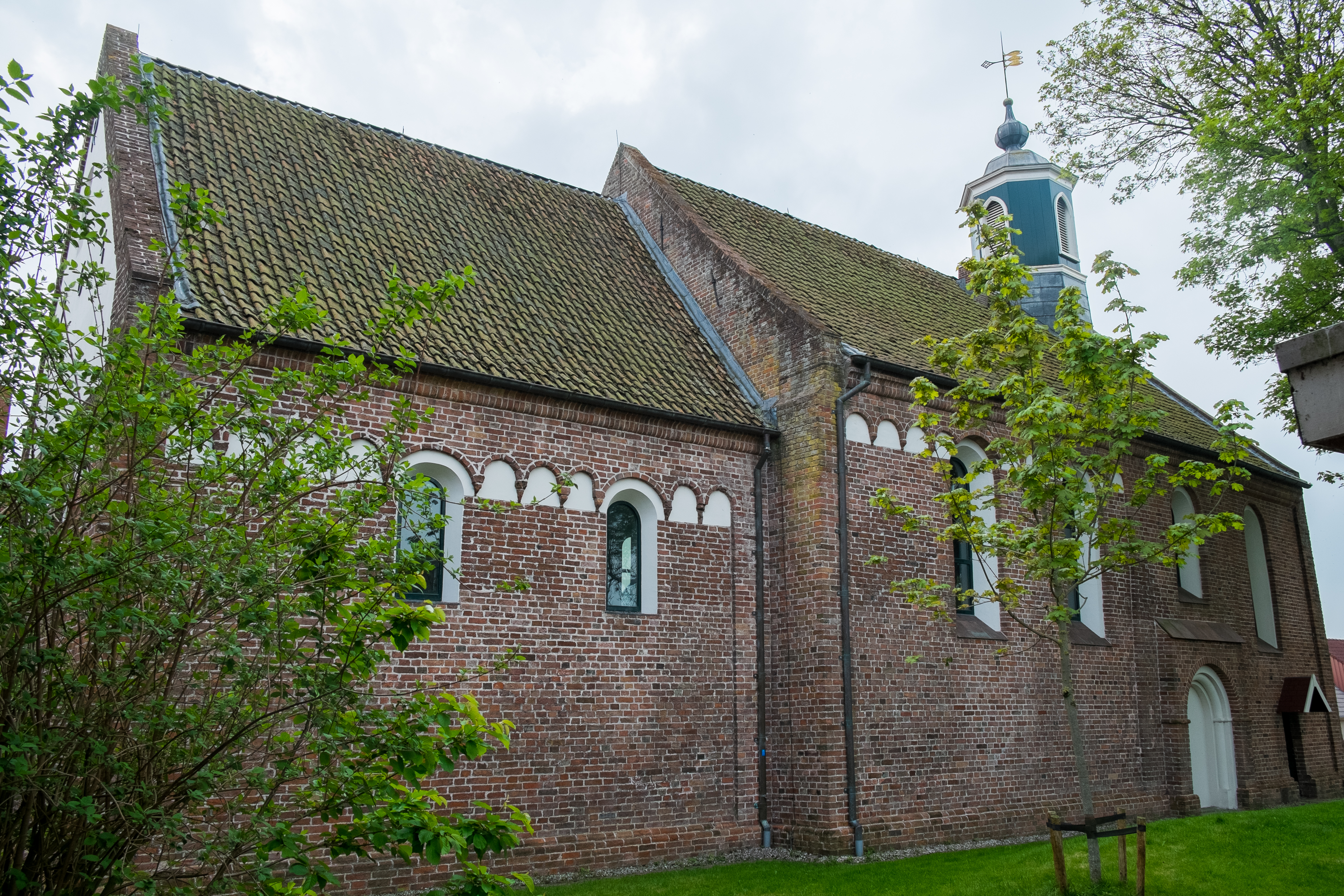
Kerk vanuit het noordoosten (2014)
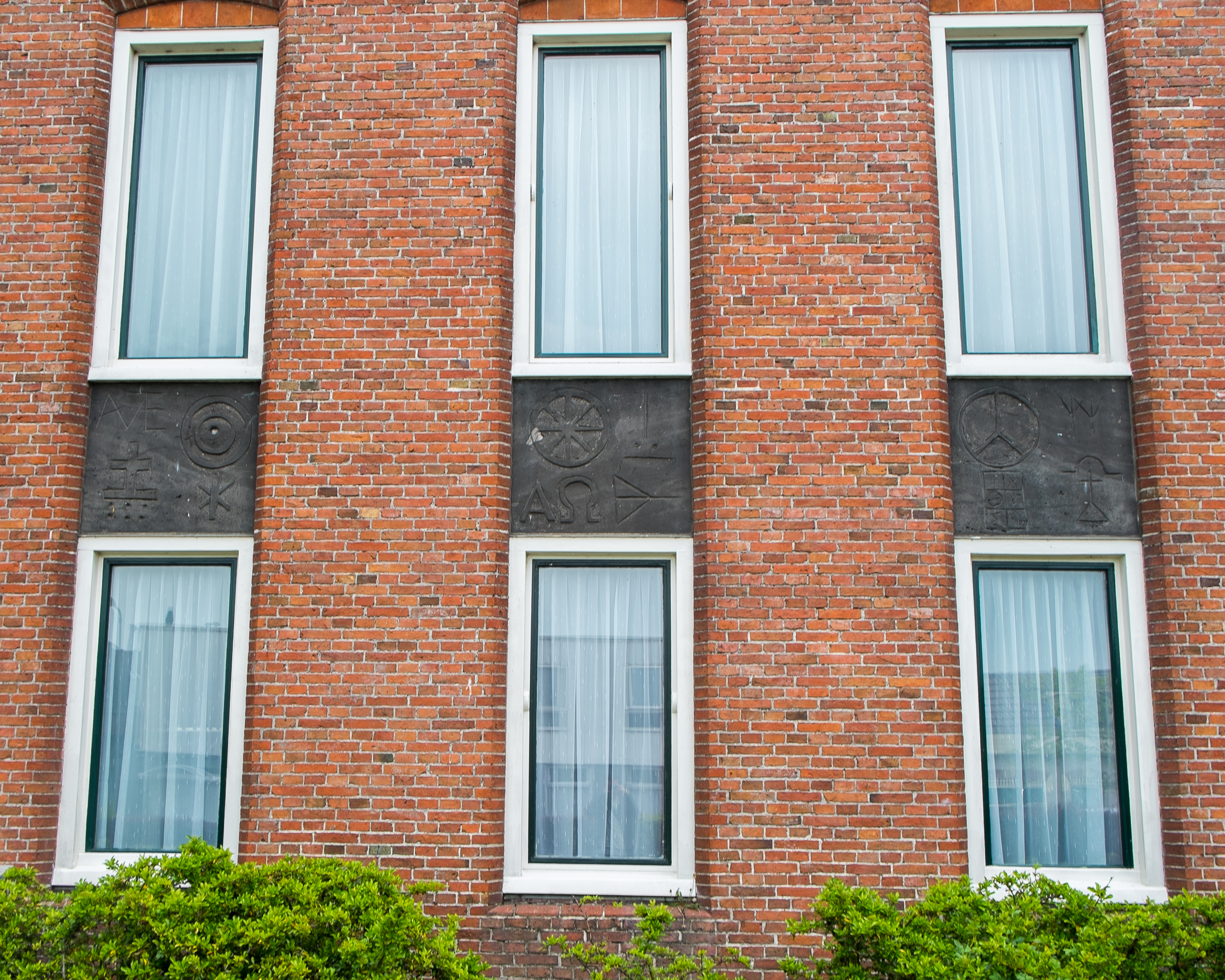
Runentekens van Karl Pelgrom in de westmuur (2014)
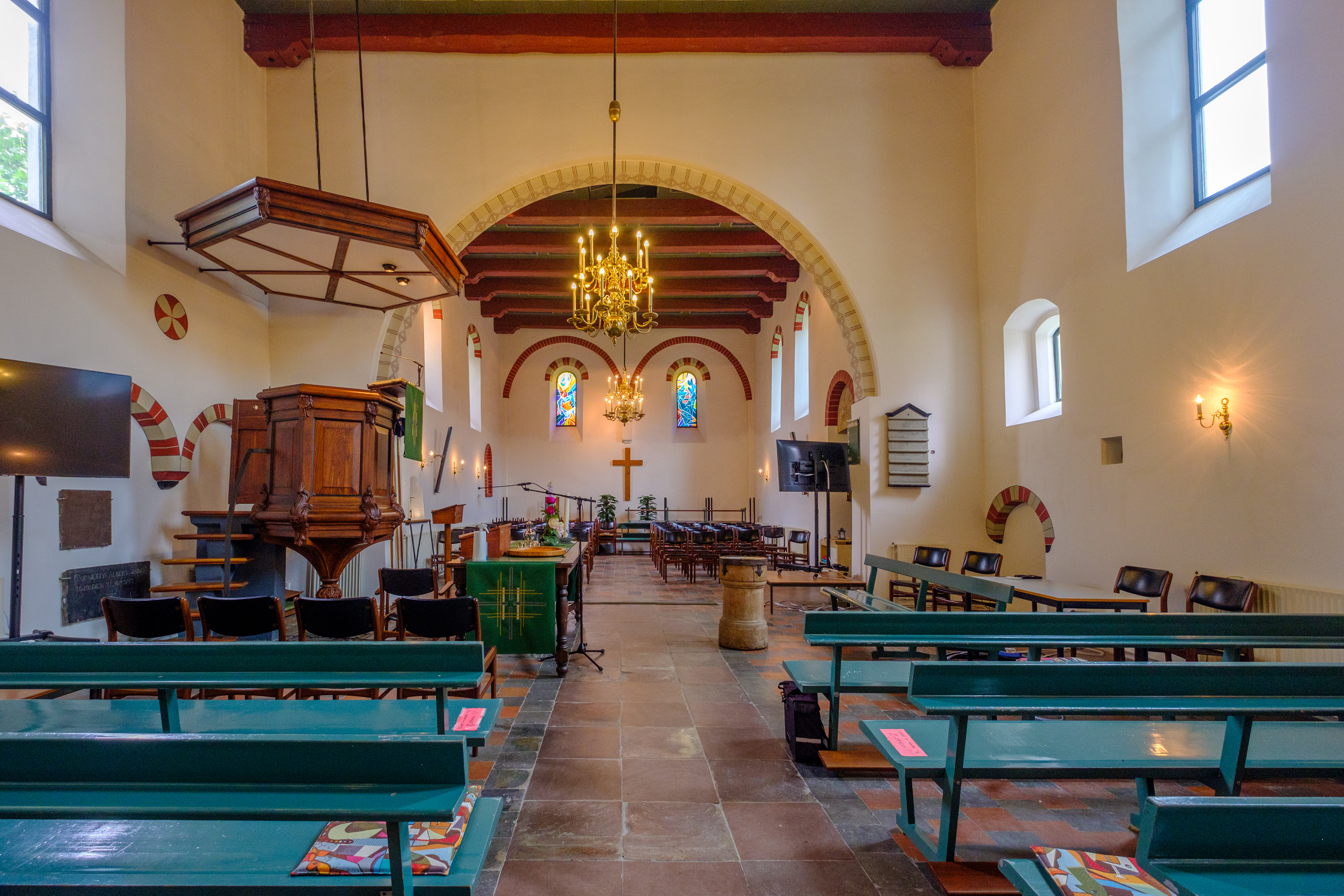
Interieur (2021)
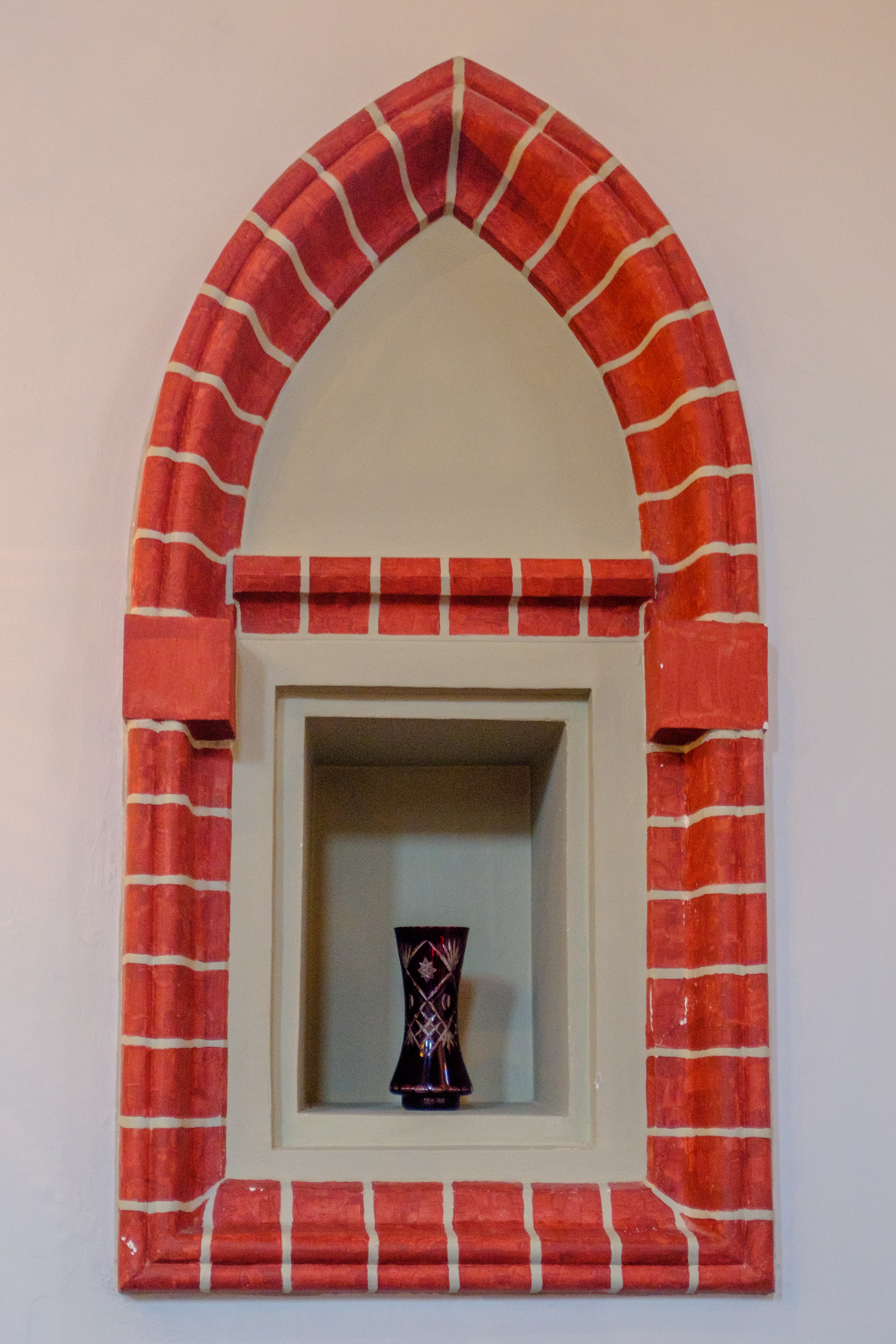
Sacramentsnis. In de jaren 1960 hersteld bij de restauratie. (2021)
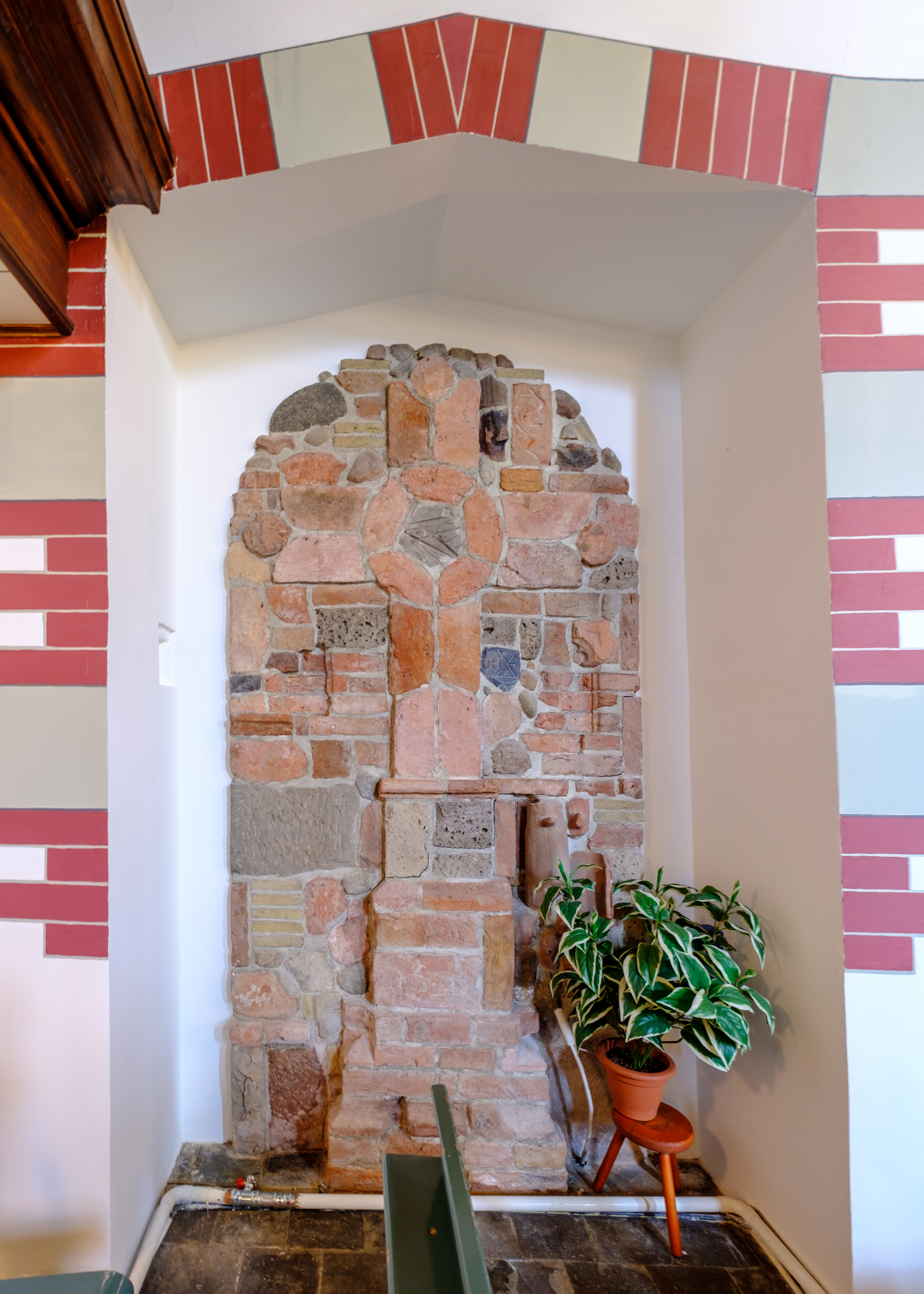
Nis met kruis (2021)